# アリエ県
アリエ県（アリエけん、フランス語:Allier、オック語:Alèir、ラテン語:Elaver）は、フランスのオーヴェルニュ＝ローヌ＝アルプ地域圏の県である。県名は県内を流れるアリエ川に由来する。

## 歴史

1790年以前の州で色分けされた地図

1789年12月22日の法令に従って、1790年3月4日に設置された83県のうちのひとつであり、フランス革命以前に存在していたブルボン家ゆかりのブルボネー州とほぼ重なる県域をもつ。しかし、かつてオーヴェルニュ州に属した40以上の教区（キュセやサン＝プルサン＝シュル＝シウールなど）を加えた上、1790年に県が新設されている。
1940年にヴィシー政権がヴィシーに置かれたため、郡庁所在地がラパリスに置かれていた。

## 地理
シェール県、ニエーヴル県、ソーヌ＝エ＝ロワール県、ロワール県、ピュイ＝ド＝ドーム県、クルーズ県と接する。モンリュソン、ムーラン、ヴィシーの3つの中規模都市で構成される。温泉町として知られるのは、ブルボン＝ラルシャンボー、ネリ＝レ＝バン、ヴィシーである。ネリ＝レ＝バンは、住宅のうちおよそ10%がセカンドホーム（別荘または別宅）という、県で唯一のコミューンである。
標高500m程度のブルボネのボカージュがほぼ県西部と中央部の大部分を占める（トロンセの森を取り囲む）。
地勢によって、県西部と中央部はブルボネ（Bourbonnais）、東部から北東部がソローニュ・ブルボネ（Sologne Bourbonnais）、ヴィシー近郊がモンターニュ・ブルボネ（Montagne bourbonnais）、南部をリマーニュ・ブルボネ（Limagne bourbonnais）と区別されている。県標高最高地点は、モンターニュ・ブルボネに含まれ、ピュイ＝ド＝ドーム県とロワール県に接した端にあるピュイ・ド・モントンセル（1287m）である。
県西部をアリエ川、中央部をシェール川とその支流シウール川、東部をロワール川とその支流ベスブル川が流れる。

## 人口統計
| 1968年  | 1975年  | 1982年  | 1990年  | 1999年  | 2006年  | 2007年  |
| ------- | ------- | ------- | ------- | ------- | ------- | ------- |
| 386 533 | 378 406 | 369 580 | 357 710 | 344 721 | 343 310 | 343 115 |

出典: SPLAF、2006年以降

### 主なコミューン
| コミューン                       | 人口 2010 | 変遷 /1999 | コミューン                     | 人口 2010 | 変遷 /1999 |
| -------------------------------- | --------- | ---------- | ------------------------------ | --------- | ---------- |
| モンリュソン                     | 38,402    | -7,1 %     | ドンピエール・シュル・ベスブル | 3,152     | -9,3 %     |
| ヴィシー                         | 24,774    | -6,6 %     | ラパリス                       | 3,150     | -5,5 %     |
| ムーラン                         | 19,590    | -10,5 %    | クルジエ・ル・ヴュー           | 3,208     | 8,4 %      |
| キュセ                           | 13,370    | == -0,1 %  | サン・ヨール                   | 2,757     | -2,9 %     |
| イズール                         | 13,074    | == 3 %     | ネリ＝レ＝バン                 | 2,667     | == -1,5 %  |
| ドメラ                           | 8,990     | 2 %        | ブルボン＝ラルシャンボー       | 2,571     | == 0,3 %   |
| ベルリヴ＝シュラリエ             | 8,546     | 1.2 %      | アブレスト                     | 2,732     | 12,5 %     |
| コマントリー                     | 6,651     | -7,7 %     | ユリール                       | 2,556     | 7,5 %      |
| ガナ                             | 5,806     | == -0,5 %  | コーヌ・ダリエ                 | 2,213     | -8 %       |
| サン＝プルサン＝シュル＝シウール | 4,987     | -5,2 %     | プレミラ                       | 2,315     | 16 %       |
| デゼルティーヌ                   | 4,348     | -6,4 %     | ヴァンダ                       | 2,227     | 13,2 %     |
| アヴェルム                       | 3,808     | -4 %       | リュルシー・レヴィ             | 2,147     | == 2,6 %   |
| ヴァレンヌ・シュラリエ           | 3,600     | -11,6 %    | サン・ヴィクトール             | 2,032     | 3,8 %      |
| サン・ジェルマン・デ・フォッセ   | 3,671     | == -0,4 %  |                                |           |            |
| 出典 : Insee                     |           |            |                                |           |            |

## 経済
県経済は食品産業、林業、家具製造、化学工業、金属加工、ゴム、機械製造、電気機器製造、自動車製造、武器製造、織物、建設、そして温泉観光からなる。INSEEによれば、農業は県総生産の7%から8%を占めているにすぎない。

## 言語
アリエ県にはオイル語とオック語の言語境界線が走っている。長い間アリエ住民は、フランス語を標準語として話さず、現地語の1つを母語としてきたのである。
- ブルボネ語 - オイル語の方言。県北部、モンリュソン-サン＝プルサン＝シュル＝シウール-ラパリスのラインで話される。
- オーヴェルニュ語 - オック語の方言。県最南端で話される。
- ブルボネ語とオック語の語圏が重なるクロワサンという地域は、フランス語とオック語の干渉地帯であると多くの言語学者たちにみなされている[6]。

## 出身者
- サンドリーヌ・ボネール（女優）

## ゆかりの人物
- モンテスパン侯爵夫人 - ブルボン＝ラルシャンボーで死去

## ギャラリー

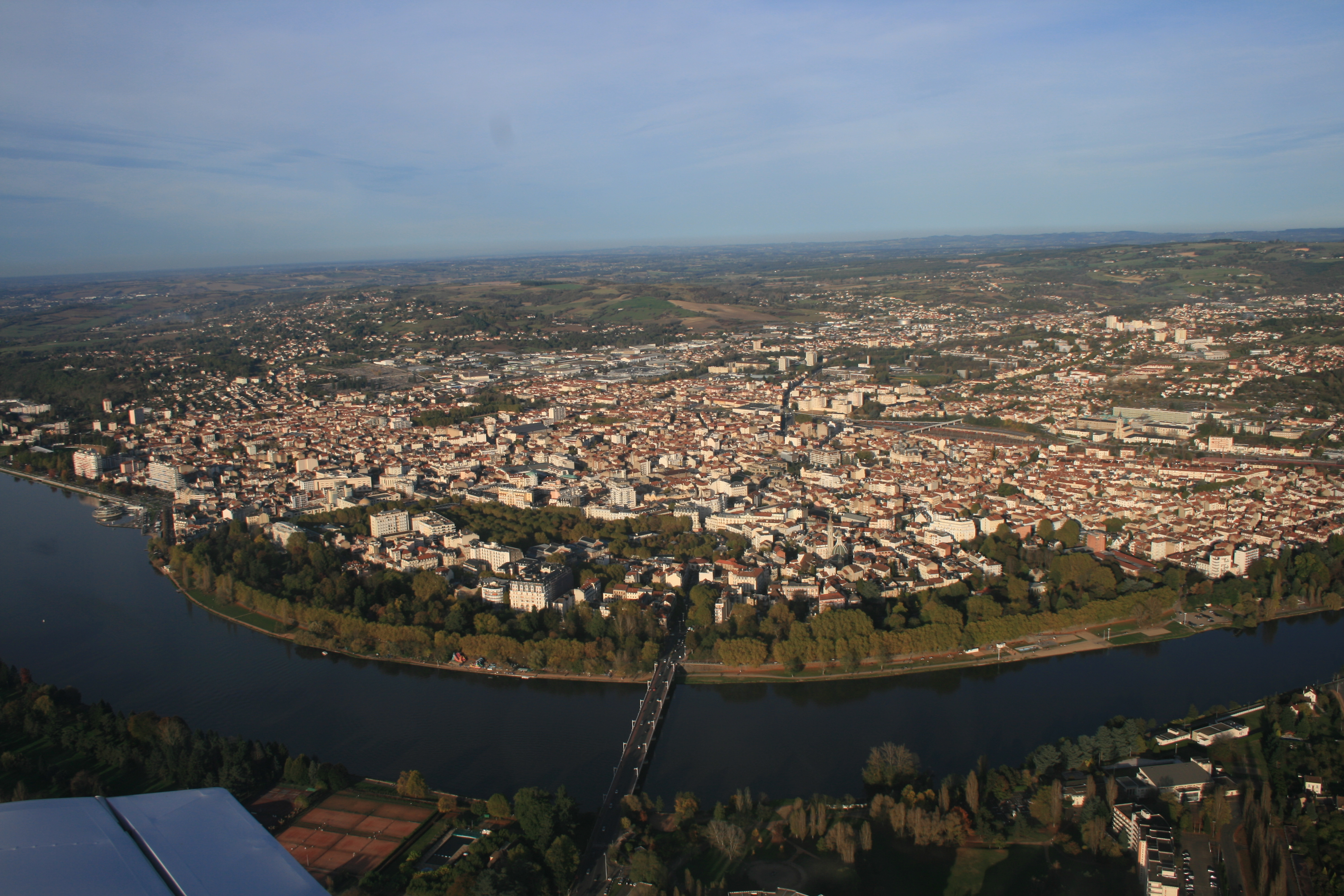
ヴィシー
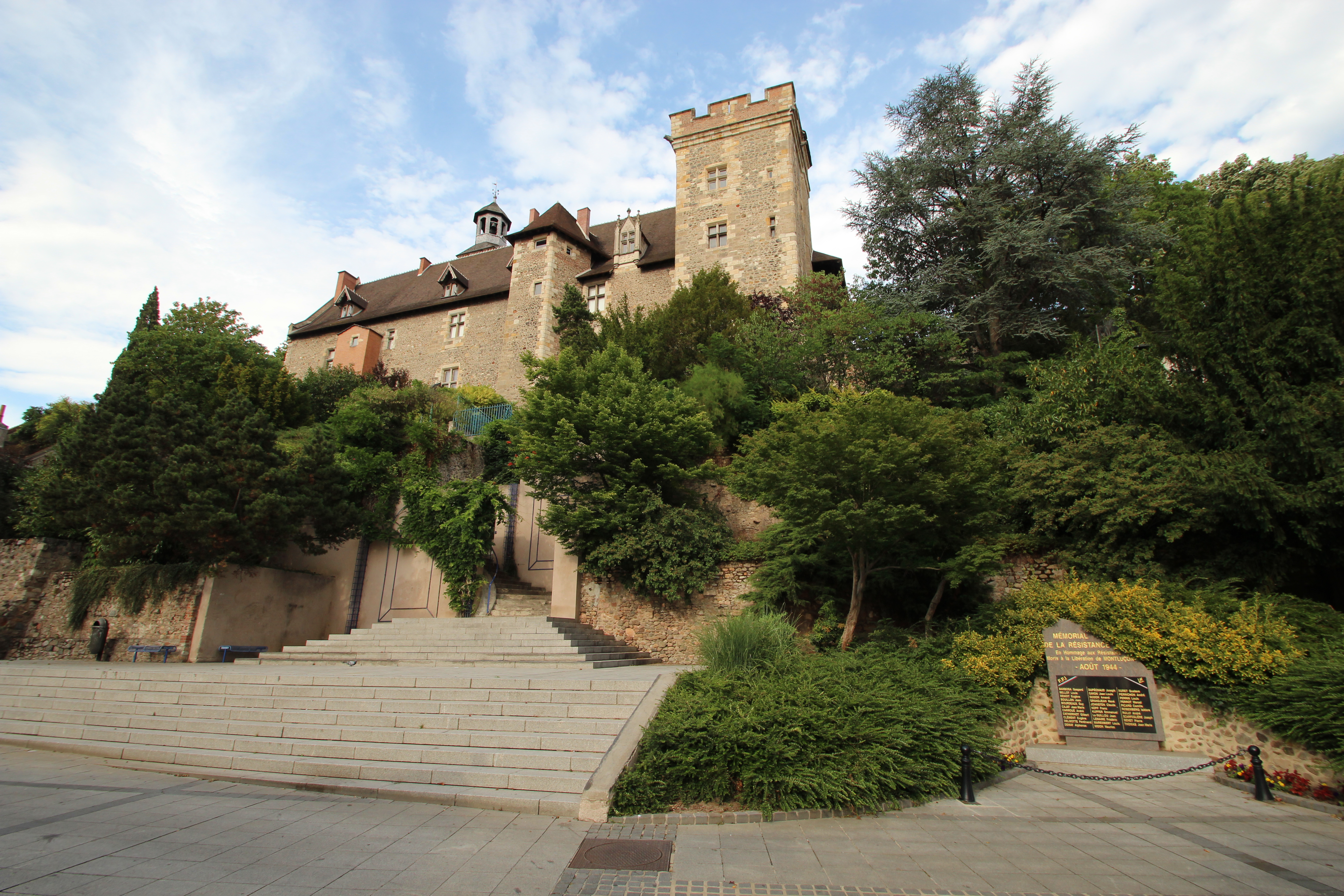
モンリュソンのブルボン公爵城
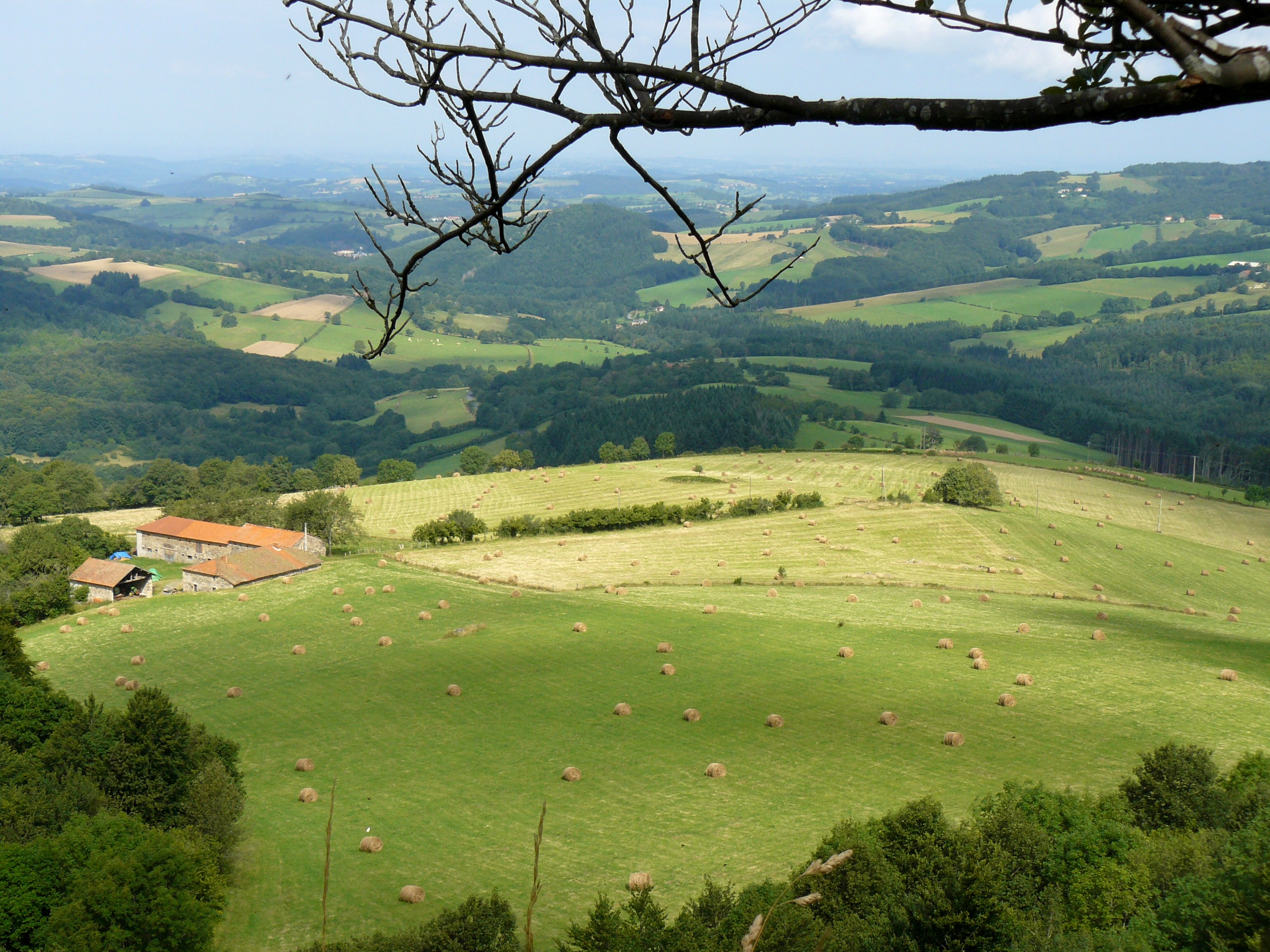
モンターニュ・ブルボネ地方の眺め
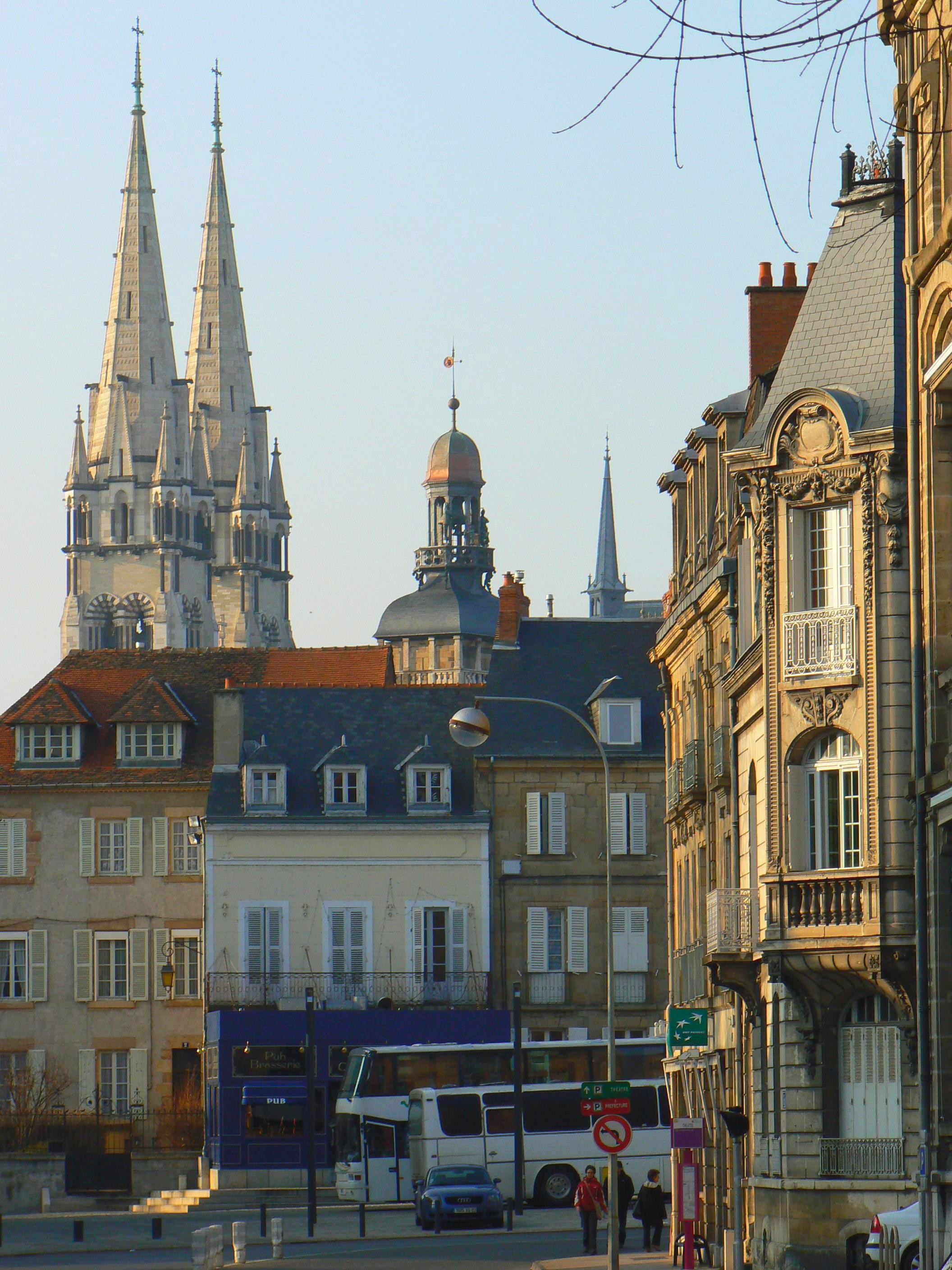
ムーラン
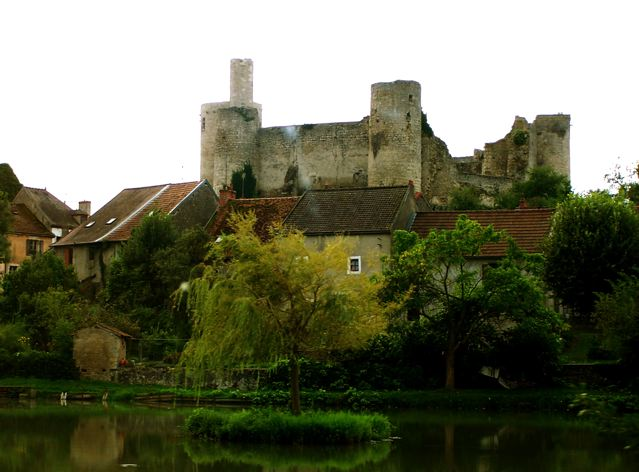
ビリー城